# Eva Geulen

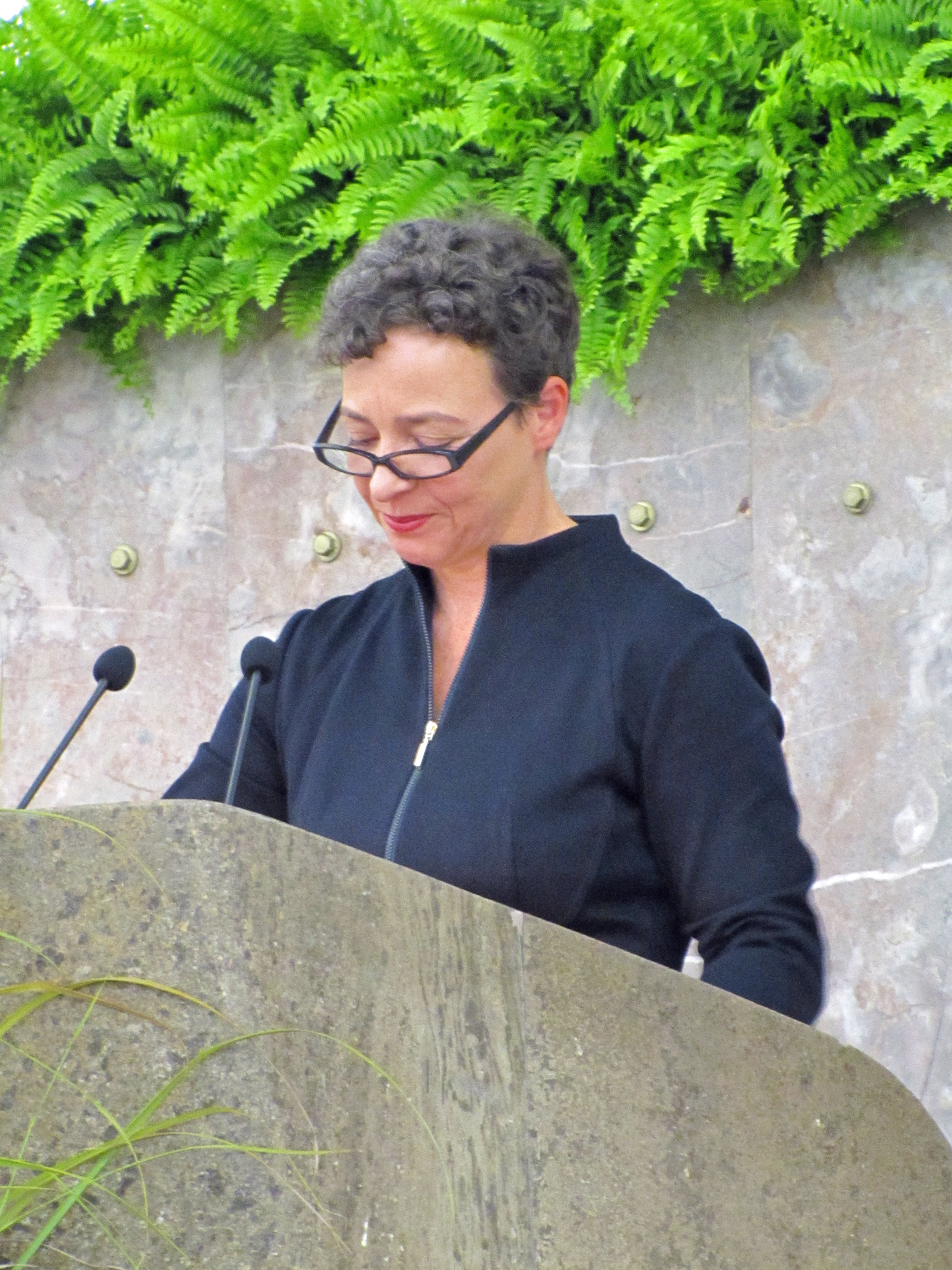
Eva Geulen (2012)

Eva Geulen (* 3. Juli 1962 in Bergneustadt) ist eine deutsche Germanistin und Literaturwissenschaftlerin. Sie ist Direktorin des Leibniz-Zentrums für Literatur- und Kulturforschung in Berlin und Professorin für europäische Kultur- und Wissensgeschichte an der Humboldt-Universität zu Berlin.

## Leben
Geulen, Tochter des Münsteraner Literaturwissenschaftlers und Hochschullehrers Hans Geulen, studierte Germanistik und Philosophie in Freiburg und Baltimore, USA. 1989 promovierte sie mit dem Titel Worthörig wider Willen. Darstellungsproblematik und Sprachreflexion in der Prosa Adalbert Stifters an der Johns Hopkins University, Baltimore. Geulen erhielt Forschungsstipendien der Mellon Foundation (Stanford University) und der Alexander-von-Humboldt-Stiftung. Sie lehrte an der University of Rochester und New York University.
Von 2003 bis 2012 war Geulen Inhaberin des Lehrstuhls für neuere deutsche Literaturwissenschaft am Germanistischen Seminar der Rheinischen Friedrich-Wilhelms-Universität Bonn. Von 2012 bis 2015 war sie Professorin an der Goethe-Universität in Frankfurt am Main. Seit dem 1. August 2015 ist sie als Nachfolgerin von Sigrid Weigel Direktorin des Leibniz-Zentrums für Literatur- und Kulturforschung und Professorin für europäische Kultur- und Wissensgeschichte an der Humboldt-Universität zu Berlin.
Ihre Forschungsschwerpunkte liegen auf der deutschen Literatur vom 18. bis zum 20. Jahrhundert, insbesondere der erzählenden Prosa des 19. Jahrhunderts. Sie beschäftigt sich mit Literaturtheorie, Gender Studies und Ästhetik.
Eva Geulen ist Mitherausgeberin der Zeitschrift für deutsche Philologie und Mitglied des Hauptherausgeber-Teams der Kritischen Gesamtausgabe der Werke Hannah Arendts.
Seit 2021 ist Geulen Mitglied der Berlin-Brandenburgischen Akademie der Wissenschaften.

## Veröffentlichungen (Auswahl)

### Monographien
- Worthörig wider Willen. Darstellungsproblematik und Sprachreflexion in der Prosa Adalbert Stifters. Iudicium-Verlag, München 1992, ISBN 3-89129-457-3 (Zugleich: Baltimore MD, Johns Hopkins University, Dissertation, 1989).
- Das Ende der Kunst. Lesarten eines Gerüchts nach Hegel (= Suhrkamp-Taschenbuch Wissenschaft. 1554). Suhrkamp, Frankfurt am Main 2002, ISBN 3-518-29177-7.
- Giorgio Agamben zur Einführung (= Zur Einführung. 304). Junius, Hamburg 2005, ISBN 3-88506-604-1.
- Aus dem Leben der Form. Goethes Morphologie und die Nager. August Verlag, Berlin 2016, ISBN 978-3-941360-40-2.
- Mit Eva Axer und Alexandra Heimes: Aus dem Leben der Form. Studien zum Nachleben von Goethes Morphologie in der Theoriebildung des 20. Jahrhunderts. Wallstein, Göttingen 2021, ISBN 978-3-8353-3880-7.

### Herausgeberschaften (Auswahl)
- Mitglied des Herausgebergremiums der Zeitschrift für Ideengeschichte
- Mitglied des Herausgebergremiums der Reihe Deutsche Literatur. Studien und Quellen, de Gruyter
- Mitherausgeberin der Zeitschrift für deutsche Philologie (ZfdPh)
- Mitherausgeberin der Kritischen Gesamtausgabe der Werke Hannah Arendts und zs. mit Anne Eusterschulte und Friederike Wein Herausgeberin von Bd. 4.1: Kleine Schriften I. Wallstein, Göttingen

- Hg., mit Nicolas Pethes: Jenseits von Utopie und Entlarvung. Erziehungsdiskurse in kulturwissenschaftlicher Sicht (= Rombach Wissenschaften. Reihe Litterae. 139). Rombach, Freiburg (Breisgau) u. a. 2007, ISBN 978-3-7930-9467-8.
- Hg., mit Michael Gamper, Johannes Grave, Andreas Langenohl, Ralf Simon und Sabine Zubarik: Zeit der Form – Formen der Zeit. Wehrhahn Verlag, Hannover 2016, ISBN 978-3-86525-535-8.
- Hg.: ›Complicirte mannigfache Harmonie‹. Erinnerungen an Eberhard Lämmert. Wallstein, Göttingen 2017, ISBN 978-3-8353-3019-1.
- Hg., mit Eva Axer: Deutsche Vierteljahrsschrift für Literaturwissenschaft und Geistesgeschichte 94/2 (Juni 2020): Goethes Zeitkonzepte.
- Hg., mit Claude Haas:  Sonderheft der Zeitschrift für deutsche Philologie 140 (2021): Der Stil der Literaturwissenschaft, ISBN 978-3-503-20679-7.
- Hg., mit Hannes Bajohr: Blumenbergs Verfahren. Neue Zugänge zum Werk. Wallstein, Göttingen 2022, ISBN 978-3-8353-5122-6.
- Hg., mit Melanie Möller: Interjekte 14 (2022): Stil und Rhetorik. Ein prekäres Paar und seine Geschichte (Link zur Downloadseite).
- Hg., mit Claude Haas: Formen des Ganzen. Wallstein, Göttingen 2022, ISBN 978-3-8353-3990-3.

## Notizen
1. ↑  Anna-Lena Scholz: Literatur im Zentrum der Gesellschaft. In: Der Tagesspiegel vom 20. Juli 2015.

| Personendaten    | Personendaten                       |
| ---------------- | ----------------------------------- |
| NAME             | Geulen, Eva                         |
| KURZBESCHREIBUNG | deutsche Literaturwissenschaftlerin |
| GEBURTSDATUM     | 3. Juli 1962                        |
| GEBURTSORT       | Bergneustadt                        |